# Sapromyza lateritia
Sapromyza lateritia är en tvåvingeart som beskrevs av Camillo Rondani 1863. Sapromyza lateritia ingår i släktet Sapromyza och familjen lövflugor. Inga underarter finns listade i Catalogue of Life.